# Max Brode

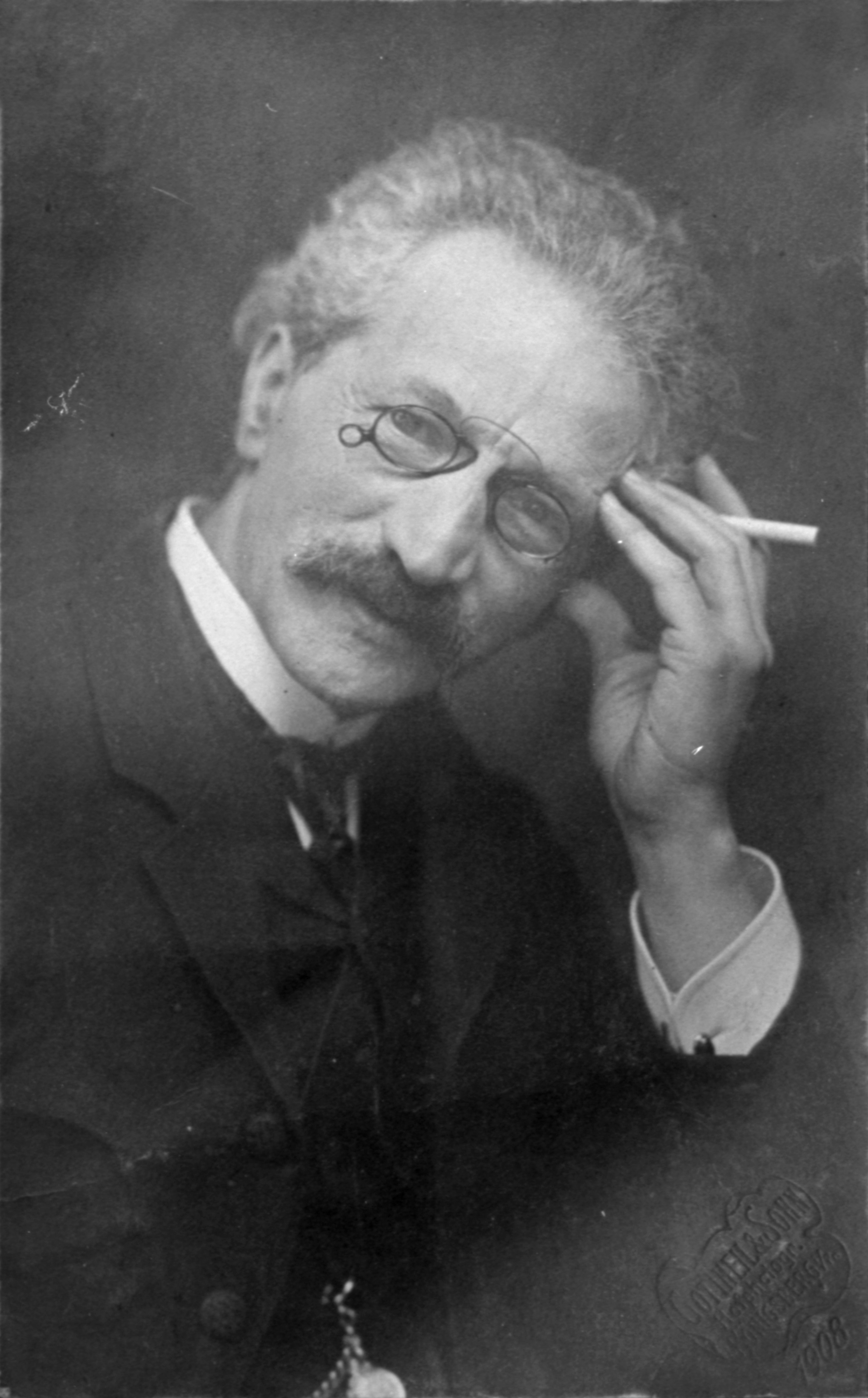
Max Brode

Max Brode (* 25. Februar 1850 in Berlin; † 29. Dezember 1917 in Königsberg i. Pr.) war ein deutscher Geiger und Dirigent. Über 41 Jahre prägte er das Musikleben von Ostpreußens Provinzialhauptstadt.

## Leben
Als jüngster Sohn in eine einfache jüdische Familie geboren, wurde Brode von seinem Vater früh zum Violinspiel gebracht. Zu seinen Lehrern zählte Heinrich de Ahna. Paul Mendelssohn nahm Brode in seine Obhut und schickte ihn zu Ferdinand David, dem Konzertmeister des Gewandhauses in Leipzig. Dort musizierte er mit Franz Liszt und dem Sänger George Henschel, der zum lebenslangen Freund wurde.
Nach dem Studium nahm er mit 19 Jahren ein Engagement als Primarius eines privaten Streichquartetts im kurländischen Mitau an. Längere Zeit lebte er im Hause von Reinhold von Lüdinghausen. Als Anton Rubinstein ihn dort hörte, riet er Brode von einer Konzertmeisterstelle am Mariinski-Theater in St. Petersburg ab. Er empfahl ihn Joseph Joachim, der 1866 an das Stern’sche Konservatorium gekommen und 1869 Rektor der Königlich Akademischen Hochschule für ausübende Tonkunst in Berlin geworden war. An seinem Lebensende (1907) sah Joachim in Brode den besten Schüler, den er je gehabt hatte. Zum Abschluss des vierjährigen Studiums glänzte Brode mit Joachims „unspielbarem“ Violinkonzert d-Moll op. 11 im ungarischen Stil. Konzerte in Aachen, Augsburg, Wien, Stuttgart und Frankfurt am Main machten Brode berühmt. In Wien war Johannes Brahms von Brodes persönlichem Vorspiel bewegt.
Entgegen Joachims Rat nahm Brode 1874 eine Stelle als erster Violinlehrer an der Augsburger Musikschule an. Die Gräfin Fugger nahm ihn in ihrem Haus auf und schenkte ihm eine Stradivari. 1876, mit 26 Jahren, kam Brode als Konzertmeister an die Königsberger Oper. An der linken Hand erkrankt, verlegte er sich als Autodidakt auf das Dirigieren. Aus seinen Schülern und Cellisten stellte er ein kleines Orchester zusammen, in dem die Bläser zunächst durch vierhändiges Klavierspiel ersetzt wurden. Probiert wurde an jedem Sonntag in einem kleinen Nebenraum der (neuen) Königsberger Börse. Die kleine Orchestervereinigung brachte erstmals große Musik nach Königsberg.
Max Staegemann begründete die Tradition anspruchsvoller Sinfoniekonzerte in Königsberg und übertrug Brode bedeutende solistische Aufgaben als Geiger. Als Staegemann nach Leipzig ging und die Konzerte wegen mangelnden Zuspruchs eingestellt wurden, nahm Brode 1897 den Faden wieder auf. Mit dem Theaterdirektor schloss er einen Vertrag zur Überlassung des Orchesters, für das er Musiker aus den Militärorchestern und fortgeschrittene Schüler heranzog. Mit der Kaufmannschaft vereinbarte er die Nutzung des Börsensaals. Die Korrespondenz mit auswärtigen Künstlern besorgte er selbst. Geld beschaffte er bei wohlhabenden Freunden und Gönnern. Eröffnet wurde Brodes Konzertreihe mit einem Beethoven-Abend. Kein Geringerer als Joachim spielte das schönste aller Violinkonzerte, Beethovens op. 61. Brodes Konzerten war dauerhafter Erfolg beschieden.
Nach dem Tod des Musikdirektors Heinrich Laudien (1829–1891) übernahm Brode die Philharmonie. Mit dem Dilettantenorchester führte er Brahms’ vier Sinfonien und die 9. Sinfonie (Beethoven) erfolgreich auf.

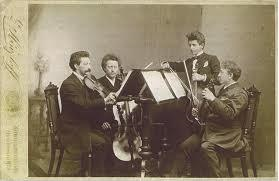
Brode-Quartett

Nachdem die Albertus-Universität Königsberg Brode 1888 zum akademischen Lehrer für Geschichte und Theorie der Musik berufen hatte, regte er die Gründung eines studentischen Chors an, dessen Leiter er wurde. Als ihm 1892 die von Constanz Berneker geleitete Singakademie anvertraut wurde, konnte er sich zum ersten Male an die Aufführung großer Chorwerke machen. Bei Bedarf verstärkten die Männer des Studentenchors die Chöre der Singakademie. Mit ihnen verband ihn bis zu seinem Tode ein besonders herzliches Verhältnis.
In den 1890er Jahren initiierte Brode regelmäßige Streichquartettabende. Sein Brode-Quartett konzertierte über zwei Jahrzehnte. Auch das Wendel-Quartett spielte in Königsberg. Er musizierte mit Eugen d’Albert und Anton Rubinstein. Bronisław Huberman suchte seinen Rat.
Brode sammelte Briefmarken, Münzen und Antiquitäten. Seine letzte Stradivari kaufte er in Sankt Petersburg von einem Baron Vietinghoff für 6000 Mark – ohne sie zu spielen oder ihren Ton zu prüfen. Allein das Aussehen verbürgte ihm Echtheit und hervorragende Qualität. Gegen Ende des 19. Jahrhunderts schätzte Joachim ihren Wert auf das Fünffache.
In zweiter Ehe war er mit Ellida geb. Wittich verheiratet. Mit ihr hatte er drei Kinder: Emilie, Franz und Marie. Die Tochter Emilie wurde seine begabte Schülerin. Sie wechselte allerdings später ins Gesangfach und wurde nach ihrer Heirat mit Norbert von Stetten als Emy von Stetten als Oratorien-, Opern- und Liedersängerin bekannt.
Ein ausführlicher Nachruf auf Brode erschien am 20. Januar 1918 im Sonntagsblatt der Hartungschen Zeitung.